# Susy Delgado
Teresita de Jesús Delgado Salinas, más conocida como Susy Delgado (San Lorenzo, Paraguay, 20 de diciembre de 1949) es una socióloga, escritora, narradora, periodista y poeta bilingüe guaraní-castellano. En 2017 recibió el Premio Nacional de Literatura de su país.

## Biografía
Termina su enseñanza media en San Lorenzo. Es licenciada en Medios de Comunicación, en la Universidad Nacional de Asunción. Y posee un postgrado en Sociología en la Universidad Complutense de Madrid.
Cultiva el periodismo, siendo columnista del diario La Nación de Asunción. En 1984 obtiene la "Mención de Honor" en el Concurso de Poesía organizado por Amigos del Arte. En 1985 es seleccionada como finalista para el Primer Encuentro Hispanoamericano de Jóvenes Creadores, en Madrid. En el 2016 resultó finalista del Premio Municipal de Literatura. En el año 2017 gana el Premio Nacional de Literatura por Yvytu yma.
Es miembro de la Academia de la Lengua Guaraní.

## Obras en castellano
- 1986 Algún extraviado temblor
- 1991 El patio de los duendes. Fue "Premio Radio Curupayty 1991" y "Premio Junta Municipal 1992" (éste compartido con Jorge Montesino)
- 1995 Sobre el beso del viento
- 1998 La rebelión de papel
- 2003 Las últimas hogueras

## Obras en guaraní
- 1987 Tesarái mboyvé; (Antes del olvido); traducción de Carlos Villagra Marsal y Jacobo A. Rauskin
- 1992 Tataypýpe; (Junto al fuego); traducción de la autora
- 1999 Ayvu Membyre; (Hijo de aquel verbo)
- 2010 Kuña (Mujer); traducción de la autora
- 2016 Yvytu yma (Viento viejo); traducción de la autora

Sus obras han sido traducidas al inglés y al portugués. Tiene además poemas incluidos en antologías, revistas y suplementos literarios nacionales y extranjeros. 
- (2001) Antología primeriza, Editorial Arandurã
- (2002) La sangre florecida, su primera novela. Editorial Arandurã
- (2003) Las últimas hogueras, Editorial Arandurã
- (2008) Jevy ko’ê, Día del regreso, Editorial Arandurã[5]